# Palača Lazarraga
Palača Lazarraga je palača u centru Zalduenda (Alava, Baskija, Španjolska),  u neposrednoj blizini crkve,  trenutnog muzeja.  Izgrađena je u drugoj polovici XVI. stoljeća. 